# Casa Foster
La Casa Foster es una residencia histórica ubicada en Union Springs, Alabama, Estados Unidos. Es considerada el mejor ejemplo de arquitectura neoárabe en Alabama. La casa fue incluida en el Registro Nacional de Lugares Históricos el 14 de agosto de 1998.

## Historia
La casa fue construida por el Dr. Sterling J. Foster, un médico, quien construyó la casa durante cinco años a partir de 1854. La casa permaneció en la familia Foster hasta 1947.
La casa de dos pisos con estructura de madera está coronada por un techo a cuatro aguas de poca pendiente. Su principal característica distintiva es un porche delantero de dos pisos y tres bahías con una enjuta profunda en la parte superior. La enjuta está recortada con arcos conopiales. Un pequeño balcón se extiende por el nivel superior sobre la entrada del pasillo central. Las puertas dobles en la entrada principal y en el balcón se abren a un pasillo central. Hay dos habitaciones a cada lado del pasillo en ambos niveles. Una adición semioctogonal de 1896 alberga baños en ambos niveles. La carpintería interior es principalmente el adorno original del neogriego de la casa.